# 진짜로 감사해!
진짜로 감사해!(マジで感謝!)는 2009년 6월 26일 발매된 T-Pistonz+KMC의 1번째 싱글이다. 공급 업체는 킹 레코드이다.

## 트랙리스트
1. 진짜로 감사해! (マジで感謝！)
  - 이나즈마 일레븐의 2기 오프닝 주제가이다.
2. 진짜로 감사해! (マジで感謝！) (모두 함께 샬랄라 Remix)
3. 진짜로 감사해! (マジで感謝！) (KMC Remix)
4. 진짜로 감사해! (マジで感謝！) (Instrumental)